# Thuja plicata
Espèce
Classification phylogénétique
Répartition géographique
Statut de conservation UICN

 LC  : Préoccupation mineure
Le Thuya géant (Thuja plicata),, aussi appelé Cèdre rouge de l’Ouest et parfois Thuya de Lobb, est une espèce de conifère sempervirent de la famille des Cupressaceae originaire du nord-ouest de l'Amérique du Nord. 
Cet arbre de grande dimension est une essence forestière importante pour la production de bois aux États-Unis et au Canada. C'est aussi un arbre d'ornement très cultivé dans les régions tempérées du monde, notamment en Europe dans les jardins sous forme de haies taillées ou non. Son bois est généralement vendu sous son nom anglo-saxon de Western red cedar.

## Distribution et habitat
Cette espèce est originaire des régions occidentales d'Amérique du Nord, depuis le sud de l'Alaska et de la Colombie-Britannique jusqu'au nord de la Californie. On le trouve aussi dans l'intérieur du continent jusqu'à l'ouest du Montana, dans l'Idaho et dans la province canadienne de l'Alberta.
C'est un des arbres les plus répandus dans les forêts de conifères du littoral Pacifique de l'Amérique du Nord, où il est le plus souvent associé avec le douglas (Pseudotsuga menziesii), la pruche de l'Ouest (Tsuga heterophylla), l'épicéa de Sitka (Picea sitchensis) ou le sapin de Vancouver (Abies grandis).
Le thuya géant pousse non seulement dans les forêts luxuriantes, mais c'est aussi une espèce ripicole, que l'on trouve sur les rives des cours d'eau ainsi que dans les forêts marécageuses dans son aire d'origine.
Il est capable de se reproduire sous une ombre épaisse.
Cette espèce a été introduite dans toutes les régions tempérées, notamment dans l'Est des États-Unis, en Europe occidentale, en Australie (au moins jusqu'à Sydney vers le Nord) et en Nouvelle-Zélande. Il a été introduit en Europe en 1853.

## Description

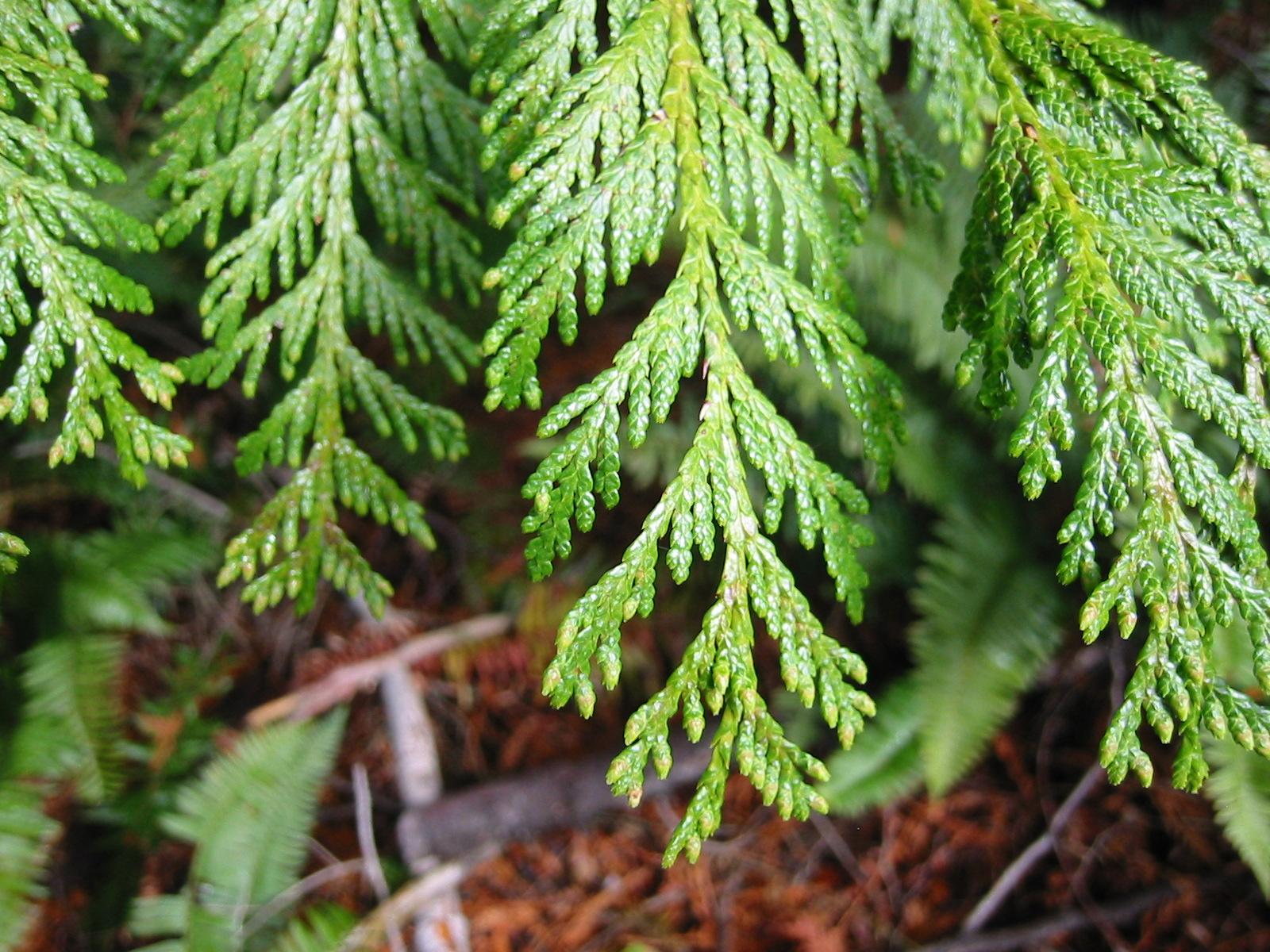
Feuillage du thuya géant de Californie.

Le thuya géant est un grand arbre pouvant atteindre 50 à 60 mètres de haut (7 mètres à 20 ans), avec un diamètre de tronc allant jusqu'à trois mètres (exceptionnellement six). L'arbre peut vivre 300 à 700 ans.
Son feuillage est formé de rameaux aplatis couverts de feuilles en forme d'écailles. Celles-ci sont disposées en paires opposées, les paires successives étant à 90° les unes des autres. Les rameaux sont verts au-dessus, et verts tachés de blanc en dessous.
Les cônes, de 15 à 20 mm de long sur 4 à 5 mm de large, sont élancés et formés d'écailles imbriquées.
Cet arbre se marcotte bien (du moins quand il est isolé) car il conserve ses branches basses. Ces marcottes sont capables de reproduire des individus entiers. Un arbre-mère peut ainsi former des touffes très denses avec de nombreux troncs (celui de l'arboretum national des Barres en a plusieurs dizaines), dont certains pourront même remplacer l'arbre-mère lorsque celui-ci commencera à décliner.

## Utilisation

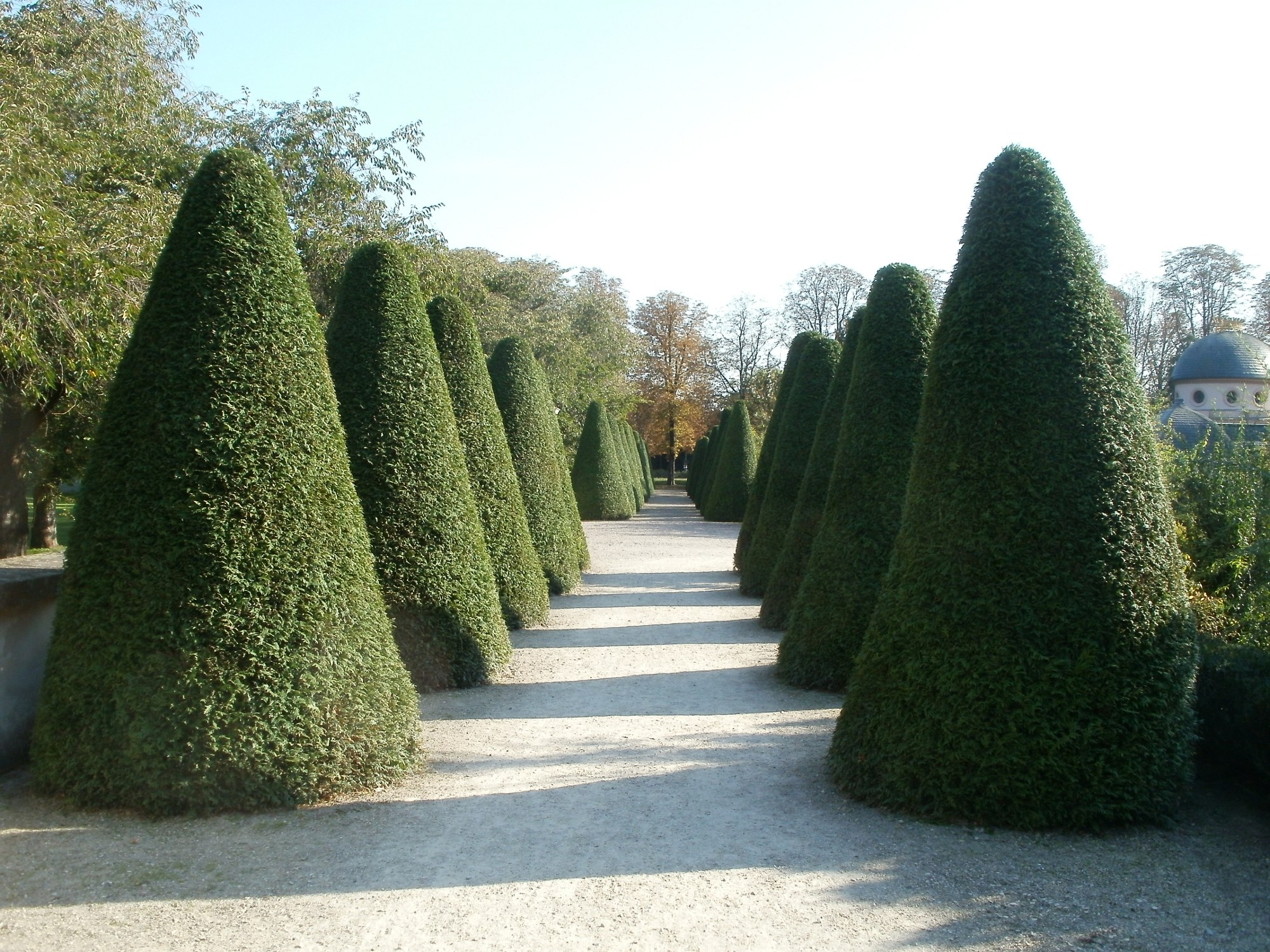
Alignement de Thuyas géants taillés.

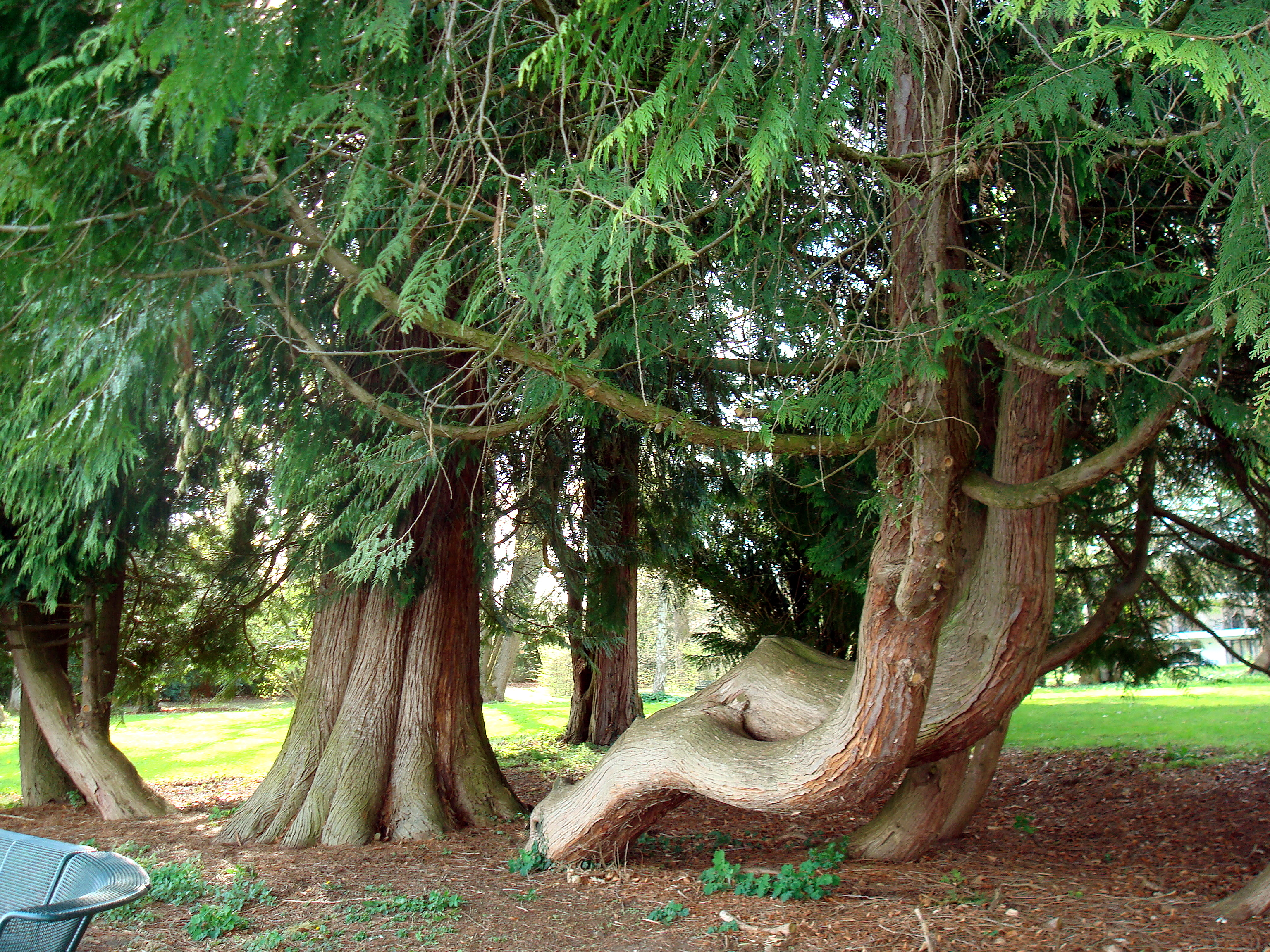
Un vieux thuya géant aux multiples troncs dans un parc.

Le thuya géant est largement cultivé comme arbre d'ornement, notamment pour la constitution d'écrans et de haies de hauteur plus ou moins importante. 
Son bois est brun-rougeâtre clair, léger (densité environ 0,35) et tendre, odorant et quasiment imputrescible. Ce sont des caractéristiques qu'on retrouve chez la plupart des cupressacées. Il se travaille et se fend facilement. Il est apprécié pour sa stabilité en service et pour son aspect fini assez lisse et régulier. Les Amérindiens l'utilisaient pour construire leurs habitations, des canoës et pour sculpter leurs totems. Aujourd'hui on l'utilise pour des emplois ne nécessitant pas un bois très solide mais permettant de profiter de sa grande durabilité et de sa stabilité, on en fait donc surtout des lames et des clins de bardage pour la couverture extérieure des bâtiments, des tuiles de toiture, de la menuiserie et décoration extérieures et intérieures, des moulures, des meubles légers, etc. On en fait aussi des tables d'harmonie de guitares. 
Tilikum est une « pirogue de Nootka » célèbre construite avec ce bois. À partir de 1927, George Pocock l'emploie en lieu et place du bois de Cedrela odorata pour construire des huit à Seattle. Ce sont ses bateaux qui remporteront le titre lors des Jeux olympiques de 1932 et de 1936 (Daniel James Brown, The Boys in the Boat, 2013).
Cette essence fait l'objet d'une intense exploitation forestière avec une gestion sylvicole des peuplements dans son aire d'origine, grâce à sa croissance rapide et à sa forte productivité. C'est aussi une essence de reboisement en Europe de l'Ouest, mais d'importance mineure.

### Culture indigène
Cet arbre est important pour la culture indigène du Nord-Ouest du continent Américain que l'on appelle Peuples du Thuya Géant ou du Cèdre Rouge de L'Ouest tant ces cultures ont trouvé des moyens polyvalents pour en tresser l'écorce (chapeau ou cape, panier, pot à médecine, panier pour recueillir les laitances de saumon) ou en tailler le bois tendre (totems, masques, canoés, coffres, objets rituels de toutes tailles, jeux pour les enfants). Cela en fait leur arbre totem c'est-à-dire sacré.

## Record

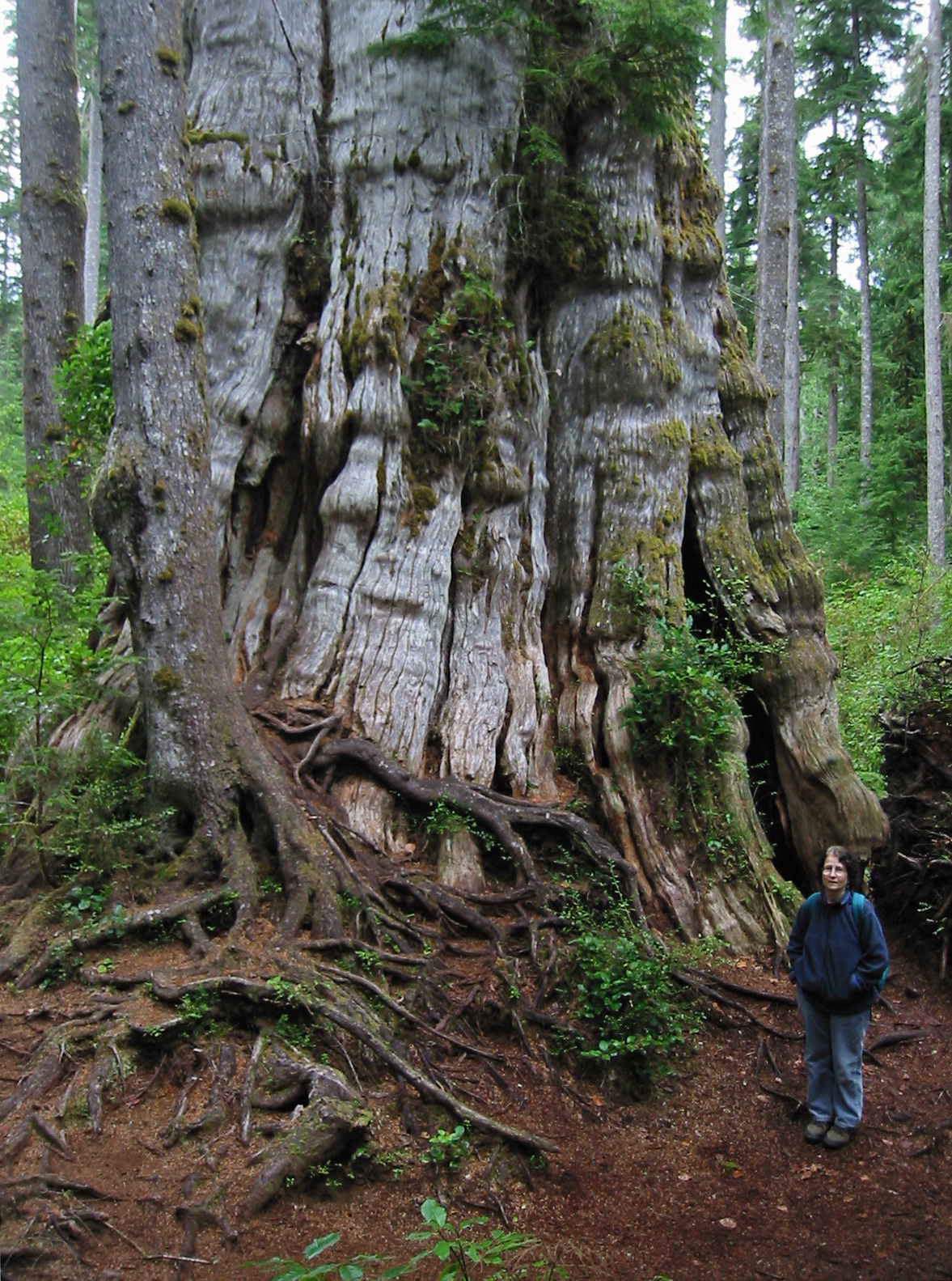
Quinault Lake Redcedar, le plus grand thuya du monde.

Le plus grand des thuyas géants connus est le Quinault Lake Cedar.
Le volume de bois est évalué à 500 mètres cubes. Situé près de la rive Nord du lac Quinault au nord d'Aberdeen (État de Washington), à environ 34 km de l'océan Pacifique, cet arbre fait 53 mètres de haut et a un tronc de 5,94 mètres de diamètre.